# 野次馬

ヤクブ・シカネーダー画『家での殺人（Murder in the House）』に描かれた野次馬

野次馬（やじ うま）とは、本来は歳を取った馬や御しがたい馬を指す日本語である。そこから転じて、自分とは直接関係の無い事象（事件・事故を主とする、世の中で起こるもろもろの出来事・現象）に浅はかな興味を抱き、物見高く集まる、面白半分に騒ぎ立てるなどといった行為に及ぶこと、ならびに、その行為者を指して言う、蔑む含意をもった語にもなり、現代ではこちらの用法が第一義となっている。

## 語義
語源は一説には「親父馬（おやじうま）」で、「老いた雄馬」を意味するが、いつの頃からか「おやじ-うま」が「やじ-うま」へと転訛したという。歳を取った馬は役に立たないことから、あるいは他説では、歳を取った馬は先頭に立たず若い馬の後をただ着いていくだけであることから転じて、他人の出来事を無責任に騒ぎ立てる人や物見高く集まって囃し立てる人を指し示す意味で使われるようになった。
野次馬行為に及ぶような性質を「野次馬根性」と言う。現代では「野次る（やじる）」という表現もあり、「野次馬」の略語「やじ」が動詞化されたものである。「やじを飛ばす」も同様。
なお、上記の用法とは別に、「野次馬」は今でも原義どおりに「暴れ馬」そのものを指す用語でもある。

## 概説
非日常的事象に対して関心が向くのは人間の本能である。野次馬とは、こうした人間本来の本能が行動となって現れた現象の、好ましくない側面を指して言う言葉であり概念である。
野次馬的興味をきっかけに一転して生まれる誠意なり肯定的行動もあり得るが、本質的に、野次馬行為は社会に対して肯定的事象をもたらすものではない。

### 現実的弊害

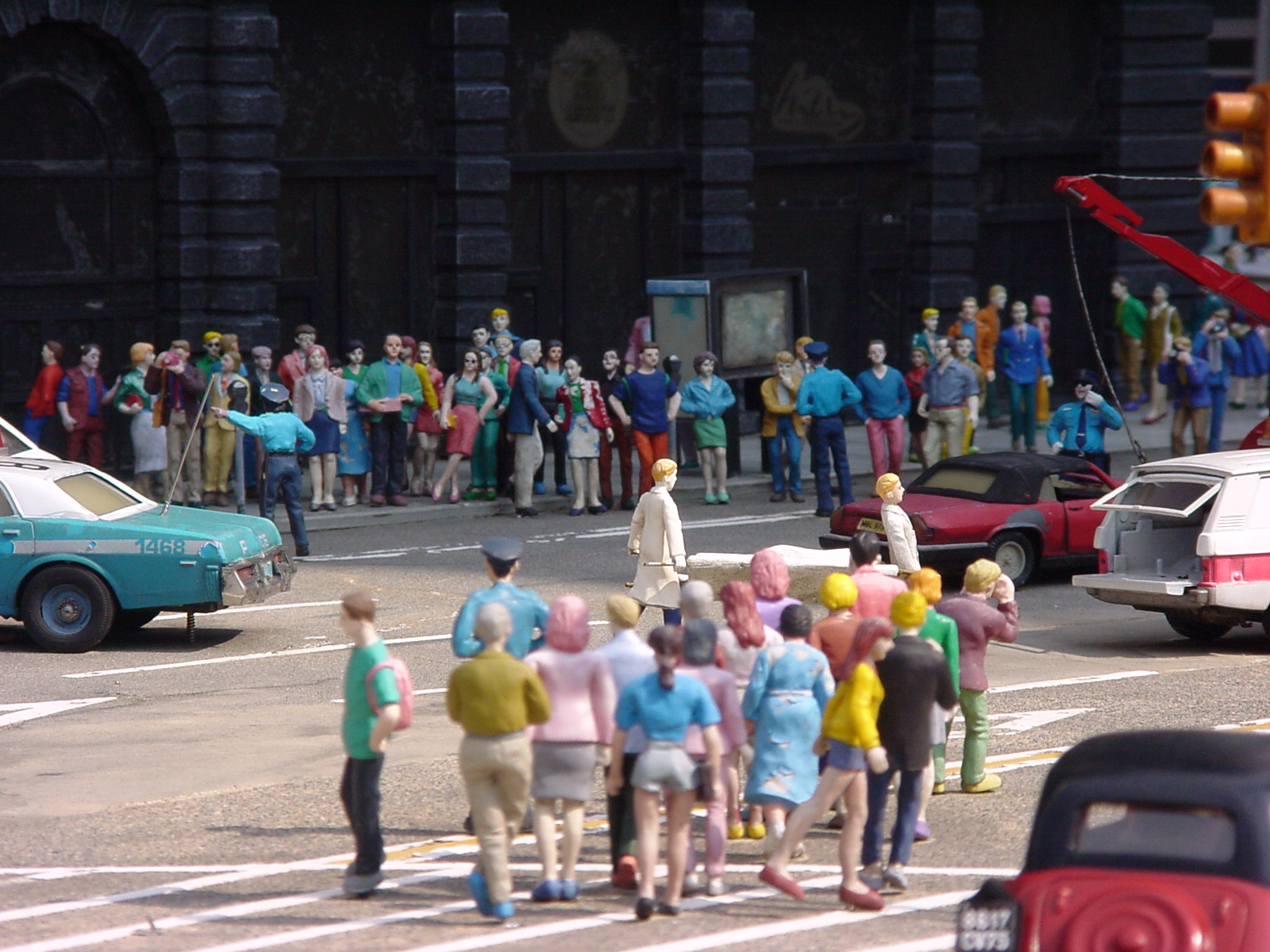
交通事故現場に集まる野次馬（模型）

野次馬は、事件や事故の現場に集まることで、救援者や問題解決責任者の業務に支障を来たすことが多い。近年の日本では、大規模な火災現場や事故現場などに自動車で乗りつけたりするケースも多く見られ、消防車や救急車の到着が遅れる、野次馬の整理や誘導に警察官の人員を割かれる、被害者の肖像権を無視した興味本位の撮影が行われるなどといった害も少なからず発生していて、以前にも増して社会問題となっている。
海外ではサッカーや野球などの競技場で、選手同士の喧嘩が引き金となって観客が同調し、乱闘などの騒動に発展するケースも見られる。日本においても、豊田商事会長刺殺事件のように野次馬が煽った結果、引き起こされた事件もある。
また、街頭でのテレビ中継の現場に集まり、レポーターの後ろで意図的にカメラに映ろうとする等の野次馬もみられる。天気予報やイベントの取材などの緊迫した物でなければはまだ許されるが、事件や事故の現場中継の場合はその不謹慎さから視聴者に不快感を与えることがある。
- 主な事例

1997年6月28日の『NHKニュース9』における神戸連続児童殺傷事件の容疑者逮捕の須磨警察署からの中継
レポーターの後ろに集まっていた野次馬が押し合ってカメラに映ろうとしたり、大声を上げて騒いだりしたことによって、中継が不可能なほどの混乱状態に陥り、一時的な中断を余儀なくされた。その後は別の場所で撮影が行われたが、大声で談笑したり、携帯電話で大声で話したりする野次馬たちの騒ぎ声が音声に交じった。後に、この光景は事件に関するアンケートでも大きく取り上げられ、こうした野次馬たちの軽率な態度に対して批判的な意見が多く寄せられた。
2009年11月10日の「関西845」におけるイギリス人女性英会話講師殺害事件の容疑者逮捕の住之江警察署からの中継
記者の背後に多数のおどけた野次馬の姿が映り、笑い声や談笑する声が音声に混じった。
インターネット環境や手軽な情報機器が充実した現代社会における野次馬行為は、ジャーナリストとしての側面もあるが、一個人(データマン)の記事がアンカーマン(デスク)などに監査されずに外部に報道されてしまうため、直接的な迷惑行為や間違った情報の投稿、プライバシーの配慮、誤字脱字の問題に留まることなく、インターネット社会に潜在し、大きな影響力を持つものとなってきている。また、ジャーナリストの技量が無い著名な人や組織が情報を公開した場合、その問題は更に顕著になる。
- 主な事例

JR新宿駅で2019年10月2日夜に起きた人身事故
視覚障害者の男性が死亡した現場そばのホームで、複数人の野次馬がスマートフォンをブルーシートの内側に差し込んでまで撮影しようとした。野次馬は撮影した死体の写真をSNSに投稿するつもりだったとみられる。

## 備考
- アメリカの心理学者であるブラウンは群衆を大別して、「乱衆（モッブ）」と「聴衆（オーディエンス）」に定め、後者をさらに「偶発的聴衆」と「意図的聴衆」にしたが、心理学の分類では、野次馬は「偶発的聴衆」に含まれる[3]。